# WikiScanner
Викисканер (англ. WikiScanner, Wikipedia Scanner) — вики-инструмент, разработанный американским студентом из Института Санта-Фе Вёрджилом Гриффитом (англ. Virgil Griffith). Сканер позволяет отслеживать анонимные правки на страницах Википедии.

## История
Сканер был запущен 14 августа 2007 года. Гриффит заявлял, что он никогда не являлся работником Фонда Викимедиа и что его работа над проектом была на «100 % некоммерческая». 4 октября 2016 года Гриффит остановил работу сканера, объяснив это слишком дорогим хостингом.
По словам Гриффита, его любимые результаты работы сканера, по вычислению принадлежности адреса интернет-протокола, являются:
- отстранение работников Управления Императорского двора Японии от редактирования Википедии, после распознавания одного из них сканером, как правившим статью об императорских гробницах;
- с адреса Республиканской партии Миннесоты[англ.] удаляли текст статьи о Гарри Портере;
- с адреса компании «Дайболд» регулярно удалялся раздел одноимённой страницы о безопасности их машин для голосования;
- с адреса Американского союза защиты гражданских свобод вносились правки о том, что папа Бенедикт XVI пристаёт к мальчикам и унижает женщин;
- упоминание в статье «Нью-Йорк Таймс»[4] о вандальной правке их сотрудника на странице о президенте Джордже Буше и о Кондолизе Райс, вызвало уважение у Гриффита, т.к. Би-би-си, к примеру, подобного признания не сделало.